# Eria cristata
Eria cristata är en orkidéart som beskrevs av Robert Allen Rolfe. Eria cristata ingår i släktet Eria och familjen orkidéer. Inga underarter finns listade i Catalogue of Life.